# スターシップ (バンド)
スターシップ（Starship）は、アメリカ合衆国出身のロックバンド。
1985年に、同国のロックバンド「ジェファーソン・スターシップ」が改名する形で誕生した。1990年に解散したが、1992年に旧メンバーのミッキー・トーマスが結成したスターシップ・フィーチャリング・ミッキー・トーマスが名跡を継いで、今日に至っている。

## 経歴と変遷

### ジェファーソン・スターシップの改名（1984年 - 1985年）

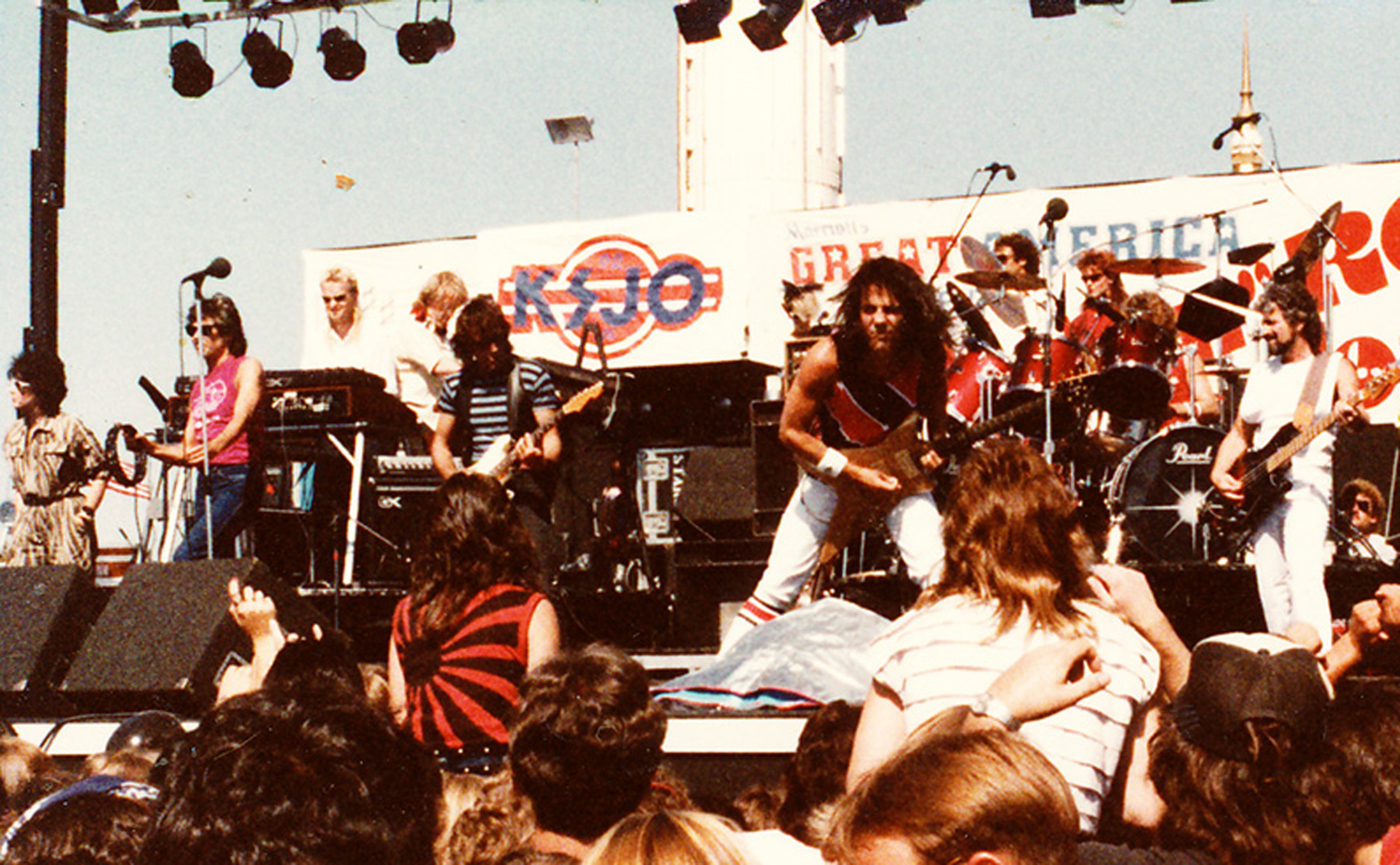
1985年

1984年6月、ジェファーソン・エアプレインのオリジナル・メンバーで1973年にジェファーソン・スターシップを結成したポール・カントナーが脱退した。彼は同時に「ジェファーソン・スターシップ」の名称の使用を巡って法的措置に訴え、残ったメンバー達に申し立てを行なった。そして1985年3月、法廷での和解に応じて、「ジェファーソン・エアプレイン・インクのビル・トンプソン、ポール・カントナー、グレイス・スリック、ヨーマ・カウコネン、ジャック・キャサディが同意しない限り、誰も『ジェファーソン』もしくは『エアプレイン』の名を使用しない」という裁定に署名した。
カントナー無きジェファーソン・スターシップのメンバーはスリック（ボーカル）、デイヴィッド・フライバーグ（キーボード、ボーカル）、ミッキー・トーマス（ボーカル）、グレイグ・チャキーソ（ギター）、ピート・シアーズ（ベース）、ドニー・ボールドウィン（ドラムス）だった。彼女達はごく短い間「スターシップ・ジェファーソン」として活動したが、それは法的決定が下される以前のことだった。結局、最終的に名前は「スターシップ」に縮められた。

### スターシップ（1985年 - 1989年）

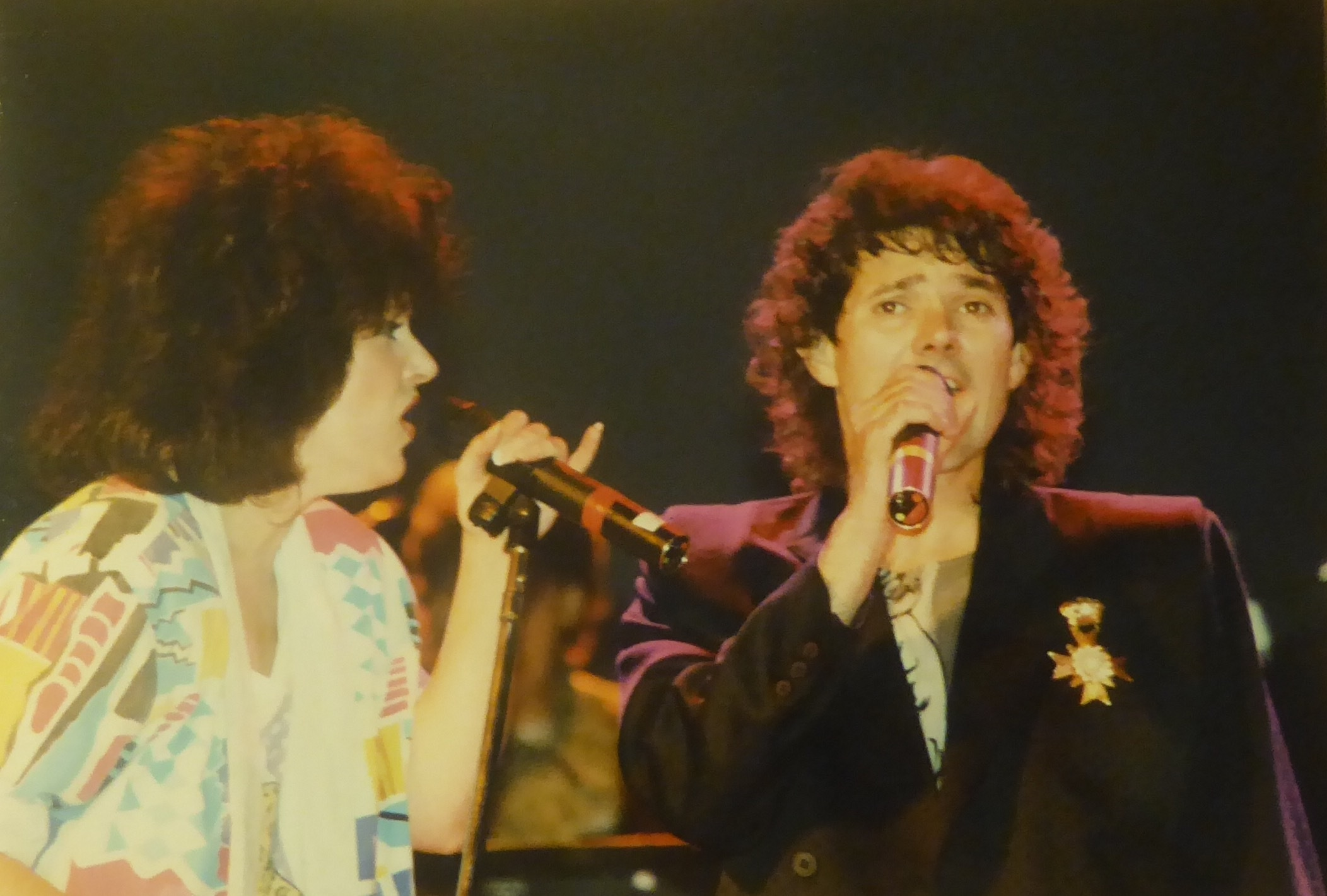
左からグレイス・スリック、ミッキー・トーマス（1985年）

フライバーグはスターシップに残り、新作アルバムの最初のセッションに参加した。しかしピーター・ウルフが自分を差し置いてキーボードの全てのパートを演奏したために不満を抱いて、結局脱退した。アルバム『フープラ』は残った5人とウルフによって仕上げられた。
『フープラ』は1985年10月に発売された。同アルバムからは「シスコはロック・シティ」と「セーラ」の2曲のNo.1ヒットが生まれた。前者はバーニー・トーピン、マーティン・ペイジ、デニス・ランバート、ウルフらの共作、グラミー賞受賞プロデューサーであるビル・ボトレルのエンジニアリング、ボトレルとジェイスン・マーツのアレンジによる楽曲で、オリジナル・メンバーからなるジェファーソン・スターシップが1975年にセカンド・アルバム『レッド・オクトパス』で全米1位を獲得して以来のNo.1ヒットになった。『フープラ』は全米最高7位まで上昇し、プラチナディスクとなった。さらに「トゥモロー・ダズント・マター・トゥナイト」と「ビフォー・アイ・ゴー」がシングルカットされ、それぞれ最高26位、68位を記録した。
1987年初頭、アルバート・ハモンドとダイアン・ウォーレンの共作による「愛はとまらない（原題：Nothing's Gonna Stop Us Now）」が映画『マネキン』の主題歌となり、シングルチャートで1位に輝いた。しかしミュージック・ビデオにはスリックとトーマスの2人にギターのチャキーソを加えた3人だけが出演している。当時47歳だったスリックは「『ビルボードホット100』の第一位を獲得した曲を歌う歌手の中で最も年長の女性歌手」になった。翌1988年には、ビルボードのシングルチャートで73位まで上昇した「ワイルド・アゲイン」が映画『カクテル』で使用されている。
2枚目のアルバム『ノー・プロテクション』が発売されるまでに、ベースとキーボードを担当していたシアーズが音楽性の変化に不満を抱いて脱退。同アルバムは収録曲の中で最も有名な「愛は止まらない」がNo.1ヒットとなった後にようやく発売され、ゴールドディスクを獲得している。「愛は止まらない」に続いて「イッツ・ノット・オーヴァー」（最高第9位）、「ビート・パトロール」（最高第46位）が発売されている。アルバムの最後に収録された「今夜はミュージックナイト（Set the Night to Music）」は、1991年にロバータ・フラックのアルバム『ナイト・トゥ・ミュージック』においてフラックとマキシ・プリーストのデュオでカヴァーされ、全米6位の大ヒットとなる。プロモーション・ツアーには、シアーズの後任としてブレット・ブルームフィールドが正式メンバーとして加わり、また、フライバーグ以来の正式メンバーであるキーボーディストとしてマーク・モーガンが加入した。
1988年、スリックが再結成されたジェファーソン・エアプレインに加わるため脱退。彼女は再結成ジェファーソン・エアプレインが1989年にアルバム1枚を発表した後、音楽業界から引退した。カントナーがジェファーソン・スターシップ、フライバーグとシアーズがスターシップを辞めた後、新たに加入したメンバーは皆、彼女より一回り以上若い人間ばかりだった。彼女は今日に至るまで「年寄りはロックンロールの舞台に上がってはダメ」を守っている。
スターシップはトーマス一人をリード・ボーカルとして、刷新された顔ぶれで1989年8月に3枚目のアルバム『ラヴ・アマング・ザ・カニバルズ』を発売し、販促のためにツアーを行ったものの、以前のように高い評価を得ることはできなかった。1989年9月24日、ライブのためにペンシルヴァニア州スクラントンに滞在していた際に、トーマスはボールドウィンとの激しい口論の末に殴打され、頭蓋および顔面の手術を余儀なくされるほどの重傷を負った。この手術の結果、彼の頭蓋骨には2枚のチタンプレートが埋め込まれた。ボールドウィンは即座にバンドを解雇された。ツアーの残りの日程は、トーマスがライヴを行うことができるように回復するまで延期された。

### 解散（1990年）
トーマスが回復した時点で、スターシップは『ラヴ・アマング・ザ・カニバルズ』のツアーを再開した。ボールドウィンに代わりケニー・ステイリポラスがツアーメンバーとしてドラムを演奏。さらにスリックに代わってクリスティーナ・マリー・サクストンとメリッサ・ケアリーという2人の女性バック・ボーカリストが加わった。1990年に同ツアーが終わった後、ジェファーソン・スターシップのオリジナルメンバーで最後まで残っていたチャキーソが辞めることになった。トーマスは『ラヴ・アマング・ザ・カニバルズ』の売れ行きがかなり悪かったことについて、ツアーを中断したことが主な原因だと考えている。彼によれば、このアルバムは個人的に最も好きな作品だという。
翌1991年の初頭、RCAレコードからベスト・アルバム『スターシップ・グレイテスト・ヒッツ 10イヤーズ・アンド・チェンジ1979-1991』が発売される。このアルバムには2曲の新曲が含まれており、1曲はトーマスとチャキーソが前に出て演奏し、もう1曲ではトーマスだけが目立つ内容だった。同アルバム発表後しばらくの間はトーマスがスターシップを続けていくものと見られていたが、マネージャーのビル・トンプソンは解散を決め、RCAレコードにその旨を告げた。

### スターシップ・フィーチャリング・ミッキー・トーマス（1992年 - 現在）

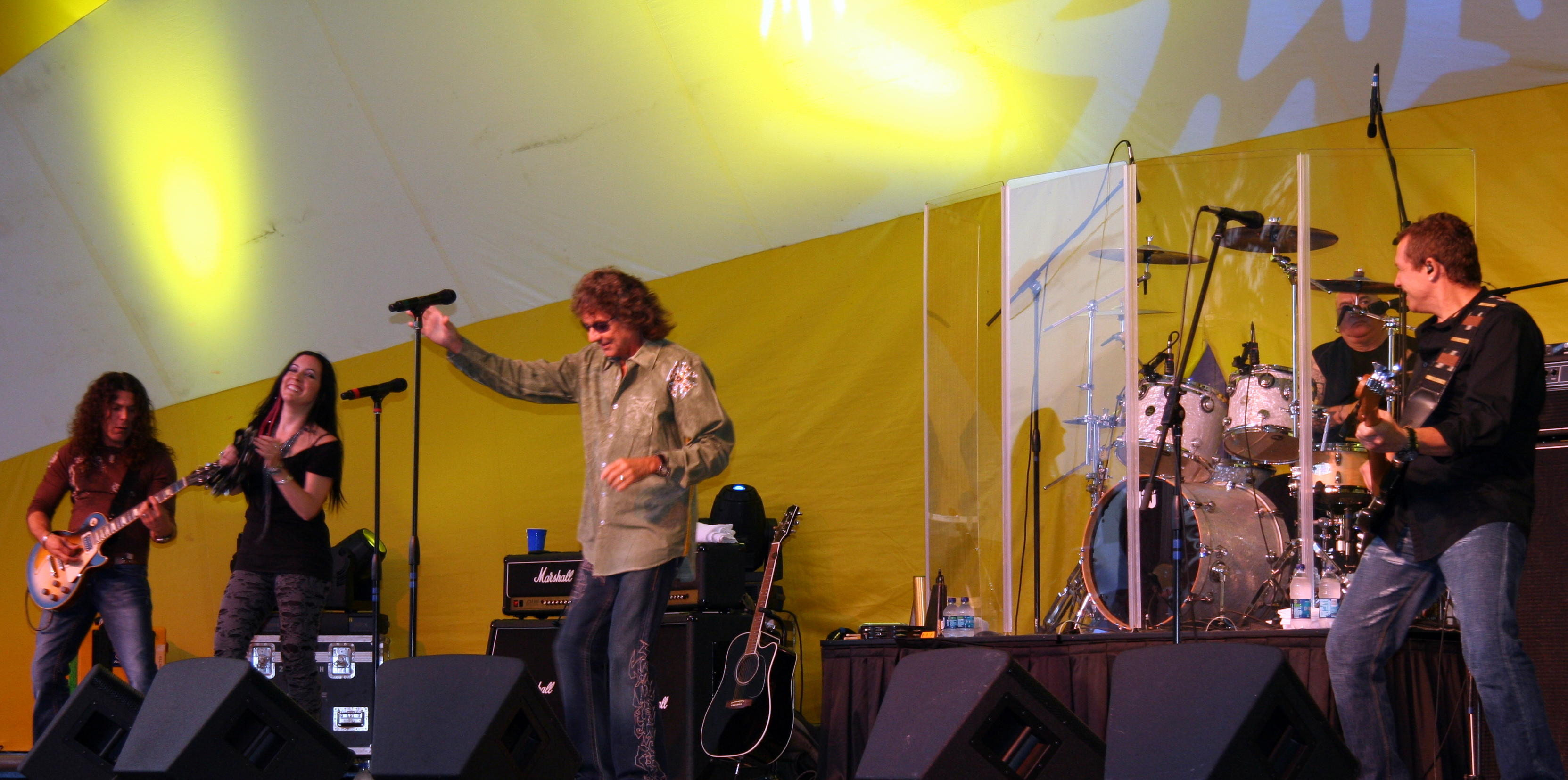
USA・ロチェスター公演 (2010年8月)

1992年、トーマスはスターシップを独自に再興し、「ミッキー・トーマス&スターシップ」として活動を再開した。最終的には「スターシップ・フィーチャリング・ミッキー・トーマス」という名前に落ち着き、それ以来、以前とは異なるメンバーで堅実にツアーを行っている。
2012年7月、日本公演を開催。2000年以降からメンバーであったギタリストのマーク・アブラハミアンが、9月2日のコンサートの終了後、心臓発作で死去（享年46歳）。後任には、ジョン・ロスが加入した。
2013年、前作から24年ぶりのスタジオ・アルバム『Loveless Fascination』を発表。

## メンバー

### 現ラインナップ
- ミッキー・トーマス (Mickey Thomas) - ボーカル (1984年–1991年、1992年– )
- ステファニー・カルヴァート (Stephanie Calvert) - ボーカル (2006年– )
- ジョン・ロス（英語版） (John Roth) - ギター (2012年– )
- ジェフ・アダムズ (Jeff Adams) - ベース (2000年– )
- フィル・ベネット (Phil Bennett) - キーボード (1995年– )
- ダレル・ヴェルドゥスコ (Darrell Verdusco) - ドラムス (1993年– )

### 旧メンバー
- グレイス・スリック (Grace Slick) - ボーカル (1984年–1988年）

※サポートメンバーは除き、正式メンバーとして参加した人物のみを記載。

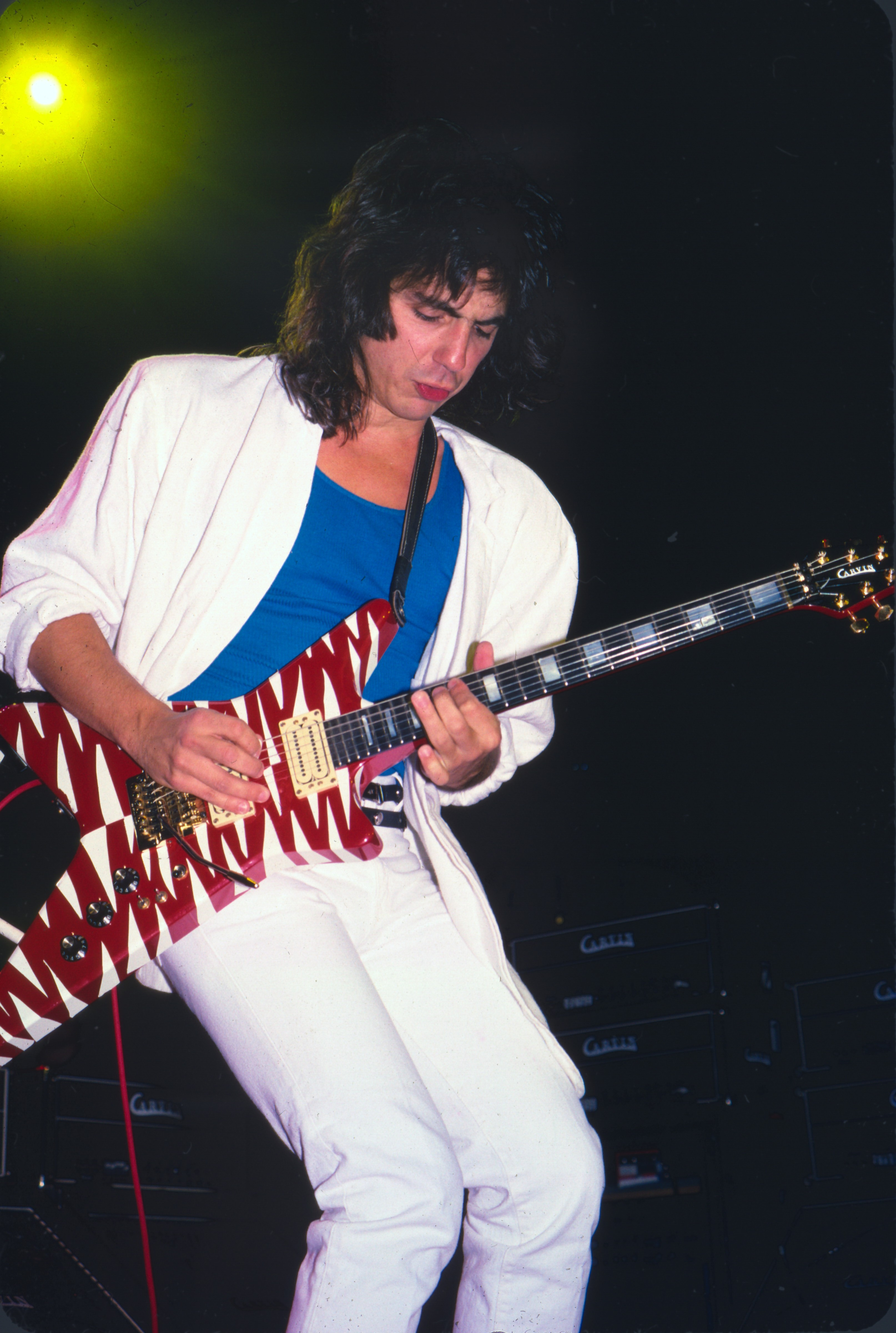
クレイグ・チャキーソ（1986年）

- クレイグ・チャキーソ (Craig Chaquico) - ギター (1984年–1990年）
- ピート・シアーズ (Pete Sears) - ベース/キーボード (1984年–1987年）
- デヴィッド・フライバーグ (David Freiberg) - キーボード (1984年–1985年）
- ドニー・ボールドウィン (Donny Baldwin) - ドラムス (1984年–1989年）
- ブレット・ブルームフィールド (Brett Bloomfield) - ベース (1988年–1990年、1992年–1998年）
- マーク・モーガン (Mark Morgan) - キーボード (1988年–1990年）
- メリッサ・ケイリー (Melisa Kary) - ボーカル (1992年–1996年）
- ジェフ・タラマイヤー (Jeff Tamelier) - ギター (1992年–1997年）
- ジョン・サンデルシス (John Lee Sanders) - キーボード (1992年–1996年）
- T・モラン (T. Moran) - ドラムス (1992年–1996年）
- クリスティーナ・マリー・サクストン (Christina Marie Saxton) - ボーカル (1996年–2006年）
- エリック・トーイェセン (Eric Torjesen) - ギター (1997年–2000年）
- ジョン・ガルナッシュ (John Garnache) - ベース (1998年–2000年）
- マーク・アブラハミアン (Mark Abrahamian) - ギター (2000年–2012年） ♰RIP.2012年

## ディスコグラフィ

### スタジオ・アルバム
- 『フープラ』 - Knee Deep in the Hoopla (1985年、Grunt/RCA)
- 『ノー・プロテクション』 - No Protection (1987年、Grunt/RCA)
- 『ラヴ・アマング・ザ・カニバルズ』 - Love Among the Cannibals (1989年、RCA)
- Loveless Fascination (2013年、Loud and Proud) ※スターシップ・フィーチャリング・ミッキー・トーマス名義

### コンピレーション・アルバム
- 『スターシップ・グレイテスト・ヒッツ 10イヤーズ・アンド・チェンジ1979-1991』 - Greatest Hits (Ten Years and Change 1979–1991) (1991年、RCA)
- The Best of Starship (1993年、RCA/BMG)
- 『ベスト・セレクション』 - Best Selection (1994年、BMG Victor Inc.)
- 『ベスト・オブ・スターシップ』 - The Best of Starship (1998年、BMG)
- Forever Gold (2003年、Delta/Brilliant)
- Platinum and Gold Collection (2004年、RCA/BMG)
- 『シスコはロック・シティ - スターシップ・ベスト』 - We Built This City (2008年、BMG)
- 『ベスト』 - Playlist: The Very Best of Starship (2012年、RCA)
- Starship Enterprise: The Best of Jefferson Starship and Starship (2019年、Rhino Entertainment)

### シングル
- 「シスコはロック・シティ」 - "We Built This City" / "Private Room" (1985年、RCAレコード、RPS-190)
- 「セーラ」 - "Sara" / "Prete Sears" (1985年、RCAレコード、RPS-201)
- 「トゥモロー・ダズント・マター・トゥナイト」 - "Tomorrow Doesn't Matter Tonight" / "Love Rusts" (RCAレコード、RPS-212)
- 「愛はとまらない」 - "Nothing's Gonna Stop Us Now" / "Layin' It On The Line" (1987年3月21日、RCAレコード、RPS-237)　- 映画『マネキン』のテーマ曲。アルバート・ハモンドとダイアン・ウォーレンの共作による楽曲。
- 「イッツ・ノット・オーヴァー」 - "It's Not Over ('Til It's Over)" / "Babyron" (1987年、RCAレコード、RPS-249)
- 「ビート・パトロール」 - "Beat Patrol" / "Girls Like You" (RCAレコード、RPS-256)
- 「ワイルド・アゲイン」 - "Wild Again" (1988年1月25日、PRS-2009)
- 「イッツ・ノット・イナフ」 - "It's Not Enough" / "Love Amang" (1989年)
- 「少しだけそばにいて」 - "I Didn't Mean to Stay All Night" / "We Dream In Color" (1989年)
- 「グッド・ハート」 - "Good Heart" / "Excerpts -Jane -We Built This City -Sara" (1991年)

## 日本公演

### スターシップ
出典。

#### 1986年
- 4月8日 東京・中野サンプラザ
- 4月9日 名古屋・名古屋市公会堂
- 4月10日 大阪・東京厚生年金会館
- 4月12日 東京・中野サンプラザ
- 4月14日 東京・NHKホール
- 4月16日 東京・東京厚生年金会館